# Букреевская
Букреевская — нежилая деревня в Шенкурском районе Архангельской области. Входит в состав муниципального образования «Шеговарское».

## География
Деревня расположена в южной части Архангельской области, в таёжной зоне, в пределах северной части Русской равнины, в 38 километрах на север от города Шенкурска, на левом берегу реки Ледь, притока Ваги. Ближайшие населённые пункты: на западе деревня Захаровская, на юге, на противоположной стороне реки, деревня Лихопуровская.
Часовой пояс
Букреевская, как и вся Архангельская область, находится в часовой зоне МСК (московское время). Смещение применяемого времени относительно UTC составляет +3:00.

## Население
| 2002 | 2010 | 2012 |
| ---- | ---- | ---- |
| 0    | →0   | →0   |

## История
Указана в «Списке населённых мест по сведениям 1859 года» в составе 2-го стана Шенкурского уезда Архангельской губернии под номером «2377» как «Букреевская (Боровинка)». Насчитывала 6 дворов, 27 жителей мужского пола и 23 женского.
В «Списке населенных мест Архангельской губернии к 1905 году» деревня Букреевская (Боровинка) насчитывает 9 дворов, 34 мужчины и 36 женщин. В административном отношении деревня входила в состав Ямскогорского сельского общества Ямскогорской волости (образовалась 1 января 1889 года путём выделения из Предтеченской волости).
На 1 мая 1922 года в поселении 17 дворов, 41 мужчина и 47 женщины.
В 2004 году деревня вошла в состав Ямскогорского сельского поселения. 2 июля 2012 года деревня Букреевская вошла в состав Шеговарского сельского поселения в результате объединения муниципальных образований «Шеговарское» и «Ямскогорское».